# Giovannetta Antonietta di Sassonia-Eisenach

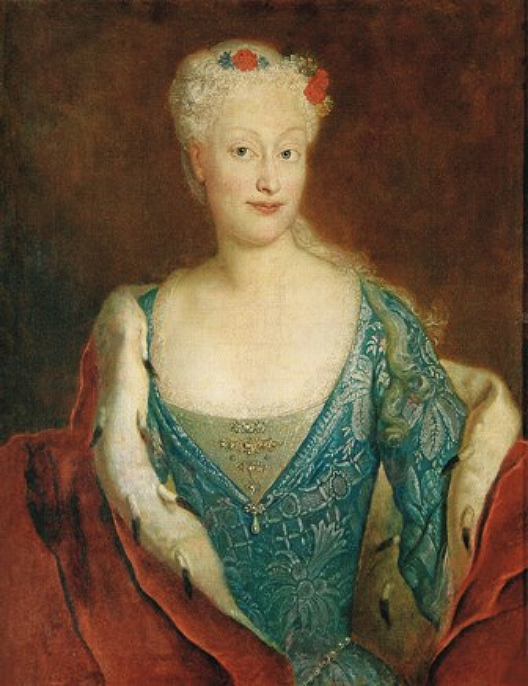
Giovannetta Antonietta di Sassonia-Eisenach

Giovannetta Antonietta Giuliana di Sassonia-Eisenach (Jena, 31 gennaio 1698 – Dahme/Mark, 13 aprile 1726) fu una principessa di Sassonia-Eisenach.

## Biografia
Era figlia del duca Giovanni Guglielmo di Sassonia-Eisenach e della seconda moglie Cristina Giuliana di Baden-Durlach.
Venne data in moglie al duca Giovanni Adolfo II di Sassonia-Weissenfels che sposò a Eisenach il 9 maggio 1721 divenendone la prima moglie.
Il matrimonio sanciva l'unione di due rami distinti della dinastia Wettin, da cui nacque solo un figlio morto bambino:
- Federico Giovanni Adolfo (Dahme, 26 maggio 1722 – Dahme, 10 luglio 1724).

Giovannetta morì due anni dopo nel 1726. Suo marito aspettò il 1734 per risposarsi con Federica di Sassonia-Gotha, la quale nemmeno riuscì a dargli un figlio che arrivasse all'età adulta. Il ramo di Sassonia-Weissenfels si estinse dunque con Giovanni Adolfo.

## Ascendenza
|                                            |                                |                                                             | Genitori                                            |  |  | Nonni |  |  | Bisnonni                   |  |  | Trisnonni                 |  |
|                                            |                                |                                                             |                                                     |  |  |       |  |  | Wilhelm von Sachsen-Weimar |  |  | Johann von Sachsen-Weimar |  |
|                                            |                                |                                                             |                                                     |  |  |       |  |  | Wilhelm von Sachsen-Weimar |  |  | Johann von Sachsen-Weimar |  |
|                                            |                                | Dorothea Maria von Anhalt                                   |                                                     |  |  |       |  |  | Wilhelm von Sachsen-Weimar |  |  |                           |  |
| Johann Georg I von Sachsen-Eisenach        |                                |                                                             |                                                     |  |  |       |  |  | Wilhelm von Sachsen-Weimar |  |  |                           |  |
|                                            |                                | Eleonore Dorothea von Anhalt-Dessau                         | Johann Georg I von Anhalt-Dessau                    |  |  |       |  |  |                            |  |  |                           |  |
|                                            |                                | Eleonore Dorothea von Anhalt-Dessau                         | Johann Georg I von Anhalt-Dessau                    |  |  |       |  |  |                            |  |  |                           |  |
|                                            |                                | Eleonore Dorothea von Anhalt-Dessau                         | Dorothea von Pfalz-Simmern                          |  |  |       |  |  |                            |  |  |                           |  |
| Johann Wilhelm von Sachsen-Eisenach        |                                | Eleonore Dorothea von Anhalt-Dessau                         |                                                     |  |  |       |  |  |                            |  |  |                           |  |
|                                            |                                | Ernst zu Sayn-Wittgenstein                                  | Wilhelm II zu Sayn-Wittgenstein                     |  |  |       |  |  |                            |  |  |                           |  |
|                                            |                                | Ernst zu Sayn-Wittgenstein                                  | Wilhelm II zu Sayn-Wittgenstein                     |  |  |       |  |  |                            |  |  |                           |  |
|                                            |                                | Ernst zu Sayn-Wittgenstein                                  | Anne Elisabeth zu Sayn                              |  |  |       |  |  |                            |  |  |                           |  |
| Johannette zu Sayn-Wittgenstein            |                                | Ernst zu Sayn-Wittgenstein                                  |                                                     |  |  |       |  |  |                            |  |  |                           |  |
|                                            |                                | Louise Juliane von Erbach                                   | Georg III von Erbach                                |  |  |       |  |  |                            |  |  |                           |  |
|                                            |                                | Louise Juliane von Erbach                                   | Georg III von Erbach                                |  |  |       |  |  |                            |  |  |                           |  |
|                                            |                                | Louise Juliane von Erbach                                   | Maria von Barby-Mühlingen                           |  |  |       |  |  |                            |  |  |                           |  |
| Johannetta Antoinetta von Sachsen-Eisenach |                                | Louise Juliane von Erbach                                   |                                                     |  |  |       |  |  |                            |  |  |                           |  |
|                                            | Friedrich VI von Baden-Durlach | Friedrich V von Baden-Durlach                               |                                                     |  |  |       |  |  |                            |  |  |                           |  |
|                                            | Friedrich VI von Baden-Durlach | Friedrich V von Baden-Durlach                               |                                                     |  |  |       |  |  |                            |  |  |                           |  |
|                                            | Friedrich VI von Baden-Durlach | Barbara von Württemberg                                     |                                                     |  |  |       |  |  |                            |  |  |                           |  |
| Karl Gustav von Baden-Durlach              | Friedrich VI von Baden-Durlach |                                                             |                                                     |  |  |       |  |  |                            |  |  |                           |  |
|                                            |                                | Christine Magdalena von Pfalz-Zweibrücken-Kleeburg          | Johann Kasimir von Pfalz-Zweibrücken-Kleeburg       |  |  |       |  |  |                            |  |  |                           |  |
|                                            |                                | Christine Magdalena von Pfalz-Zweibrücken-Kleeburg          | Johann Kasimir von Pfalz-Zweibrücken-Kleeburg       |  |  |       |  |  |                            |  |  |                           |  |
|                                            |                                | Christine Magdalena von Pfalz-Zweibrücken-Kleeburg          | Katarina Karlsdotter Vasa                           |  |  |       |  |  |                            |  |  |                           |  |
| Christine Juliane von Baden-Durlach        |                                | Christine Magdalena von Pfalz-Zweibrücken-Kleeburg          |                                                     |  |  |       |  |  |                            |  |  |                           |  |
|                                            |                                | Anton Ulrich von Braunschweig-Wolfenbüttel                  | August II von Braunschweig-Wolfenbüttel             |  |  |       |  |  |                            |  |  |                           |  |
|                                            |                                | Anton Ulrich von Braunschweig-Wolfenbüttel                  | August II von Braunschweig-Wolfenbüttel             |  |  |       |  |  |                            |  |  |                           |  |
|                                            |                                | Anton Ulrich von Braunschweig-Wolfenbüttel                  | Dorothea von Anhalt-Zerbst                          |  |  |       |  |  |                            |  |  |                           |  |
| Anna Sofie von Braunschweig-Wolfenbüttel   |                                | Anton Ulrich von Braunschweig-Wolfenbüttel                  |                                                     |  |  |       |  |  |                            |  |  |                           |  |
|                                            |                                | Elisabeth Juliane von Schleswig-Holstein-Sonderburg-Norburg | Friedrich von Schleswig-Holstein-Sonderburg-Norburg |  |  |       |  |  |                            |  |  |                           |  |
|                                            |                                | Elisabeth Juliane von Schleswig-Holstein-Sonderburg-Norburg | Friedrich von Schleswig-Holstein-Sonderburg-Norburg |  |  |       |  |  |                            |  |  |                           |  |
|                                            |                                | Elisabeth Juliane von Schleswig-Holstein-Sonderburg-Norburg | Eleonore von Anhalt-Zerbst                          |  |  |       |  |  |                            |  |  |                           |  |
|                                            |                                | Elisabeth Juliane von Schleswig-Holstein-Sonderburg-Norburg |                                                     |  |  |       |  |  |                            |  |  |                           |  |